# Tito Vilanova
Francesc Vilanova i Bayó (Bellcaire d'Empordà, 17 de setembro de 1968 — Barcelona, 25 de abril de 2014), mais conhecido como Tito Vilanova, foi um futebolista e treinador espanhol, tendo falecido após dois anos de luta contra um câncer na glândula parótida em fase terminal.
Como meio-campista, jogou em equipes espanholas como Barcelona B, Figueres, Celta de Vigo, Badajoz, Mallorca, Lleida e Elche, encerrando a carreira no Gramenet, em 2002.

## Treinador
Iniciou a carreira de treinador no Barcelona B como assistente. Em 2008, tornou-se auxiliar de Pep Guardiola na equipe principal do Barcelona.
Com a saída de Guardiola em 27 de abril de 2012, a direção do clube catalão anunciou oficialmente no dia 12 de junho de 2012 que Vilanova seria o próximo treinador do Barcelona ao fim da temporada 2011/2012. Ele assinou um contrato de dois anos com o clube catalão.
Sua estreia em competições oficiais aconteceu no dia 19 de agosto de 2012, contra o Real Sociedad, terminando com o resultado de 5-1 a favor do Barcelona.
Tito deixou o comando do Barcelona em 19 de julho de 2013 devido a uma recaída na sua saúde em decorrência a um câncer na garganta.
Morreu no dia 25 de abril de 2014 devido a um câncer na glândula parótida ou salivar.

## Estatísticas
| Clube     | Jogos | Vitórias | Empates | Derrotas | Aproveitamento |
| --------- | ----- | -------- | ------- | -------- | -------------- |
| Barcelona | 60    | 43       | 9       | 8        | 76,67%         |

## Títulos
Barcelona
- Campeonato Espanhol: 2012–13

### Individual
- Trofeo Miguel Muñoz: 2012-13